# 마르틴 바르가스 (야구 선수)
마르틴 바우티스타 바르가스(스페인어: Martin Bautista Vargas, 1977년 2월 22일~)는 도미니카 공화국의 전직 야구 선수이다. 현역 시절 포지션은 투수인데 1999년 마이너리그에서 포수로 뛰었고 슬라이딩 도중 발목을 다쳐 더 이상 쪼그리고 앉아 있을 수 없게 되자 투수로  전향했다.
그는 한국 프로 야구 2005 시즌에 삼성 라이온즈에서 선수 생활을 하기도 했는데 150KM의 강속구를 자랑했으나 기복이 심해 초반에 무너지는 경우가 많아  1년 만에 한국을 떠나야 했다.